# Consorcio de Transporte Metropolitano del Área de Granada
El Consorcio de Transporte Metropolitano del Área de Granada es una entidad pública constituida en 2003 para crear y gestionar las infraestructuras y servicios de transporte en el Área Metropolitana de Granada, en la provincia de Granada, comunidad autónoma de Andalucía, España.
El consorcio está compuesto por la Junta de Andalucía, la Diputación de Granada y los ayuntamientos de Granada, Albolote, Alfacar, Alhendín, Armilla, Atarfe, Cájar, Cenes de la Vega, Chauchina, Churriana de la Vega, Cijuela, Cúllar Vega, Dílar, Fuente Vaqueros, Las Gabias, Gójar, Güevéjar, Huétor Vega, Jun, Láchar, Maracena, Monachil, Ogíjares, Peligros, Pinos Genil, Pinos Puente, Pulianas, Santa Fe, Valderrubio, Vegas del Genil, Villa de Otura, Víznar y La Zubia.
El principal objetivo del consorcio es articular la cooperación económica, técnica y administrativa entre las administraciones consorciadas. La tarjeta del consorcio también puede ser utilizada en los otros consorcios de transporte metropolitano de Andalucía, correspondientes al área de Málaga, área de Sevilla, Campo de Gibraltar, Bahía de Cádiz, área de Jaén, área de Almería, área de Córdoba y la Costa de Huelva.